# 鮚埼亭集
《鮚埼亭集》是清朝史學家、文學家全祖望的文集。該書得名自浙江奉化的古地名鮚埼。現存刻本分為內外編，其中內編38卷，清嘉慶九年（1804年）餘姚史夢蛟校刻本；外編50卷，董秉純釐定，蔣學鏞審定，蕭山汪繼培刊刻本。
梁啟超在《中國近三百年學術史》中給予《鮚埼亭集》高度評價：“若問我對古今人文集最喜愛讀某家？我必舉《鮚埼亭》為第一部了。謝山性情極肫厚，而品格極方峻，所作文字，隨處能表現他的全人格，讀起來令人興奮。”